# کالج دارتموث

کالج دارتموث (به انگلیسی: Dartmouth College) یک دانشگاه تحقیقاتی خصوصی در هانوفر واقع در ایالت نیوهمپشایر آمریکا است که در سال ۱۷۶۹ میلادی بنیان‌گذاری شده‌است. این دانشگاه از لحاظ قدمت نهمین کالج قدیمی در کشور آمریکا است.

## رتبه
در رتبه‌بندی دانشگاهی یو اس نیوز در سال ۲۰۲۲، کالج دارتموث در بین ۳۹۲ دانشگاه آمریکا رتبه ۱۳م را کسب کرده‌است.
QS نیز در سال ۲۰۲۰ دانشگاه دارتموث را رتبه  ۲۰۷ دنیا و ۴۸ آمریکا معرفی کرده است. همچنین بر اساس رتبه‌بندی نهاد تایمز در سال ۲۰۲۰ این دانشگاه در رتبه ۹۴ دانشگاه های جهان قرار دارد.
دارتموث با نام‌نویسی حدود ۶۷۰۰ دانشجو، کوچکترین دانشگاه در آیوی لیگ است. پذیرش در مقطع کارشناسی با نرخ پذیرش ۶٫۲۴٪ برای نام‌نویسی زود‌هنگام کلاس ۲۰۲۶، و نرخ ۴٫۷٪ برای پذیرش عادی، بسیار انتخابی به شمار می‌رود.

## دانشکده‌ها
دانشکده‌های دانشگاه دارتموث عبارتند از:
- دانشکده پزشکی
- دانشکده تحصیلات تکمیلی و مطالعات پیشرفته
- دانشکده مهندسی
- دانشکده کسب‌وکار

## دانش‌آموختگان
دانش‌آموختگان دارتموث به کمک‌های مالی متناوب به دانشگاه محل تحصیل خود شهرت دارند. براساس مقاله‌ای در سال ۲۰۰۸ در وال استریت ژورنال که بر اساس داده‌های payscale تهیه شده بود، فارغ‌التحصیلان دارتموث دست‌کم ۱۰ سال پس از فارغ‌التحصیلی، میانگین درآمد بالاتری نسبت به فارغ‌التحصیلان هر دانشگاه آمریکایی دیگری که مورد بررسی قرار گرفته، کسب می‌کنند.
تا سال ۲۰۰۸، دارتموث ۲۳۸ دوره دانشجو را فارغ‌التحصیل کرده و بیش از ۶۰٬۰۰۰ دانش‌آموخته زنده در زمینه‌های گوناگون داشته است. امور مالی، مشاوره و فناوری همواره محبوب‌ترین صنایع برای ورود دانشجویان بوده‌اند. کارفرمایان برتر فارغ‌التحصیلان جدید شامل گلدمن ساکس، مورگان استنلی، مکنزی، بین اند کامپانی، آمازون، مایکروسافت و گوگل هستند.

## دانش‌آموختگان برجسته

دانش‌آموختگان برجسته دارتموث شامل:
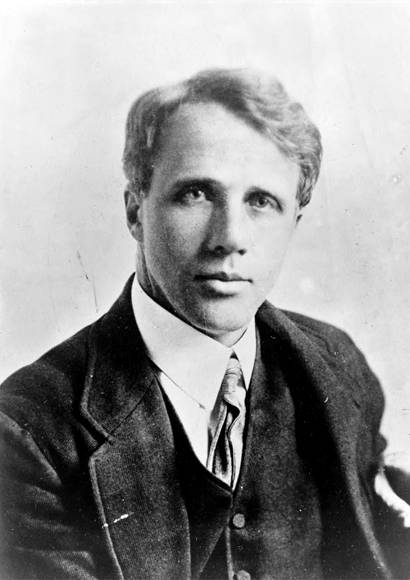
رابرت فراست، شاعر
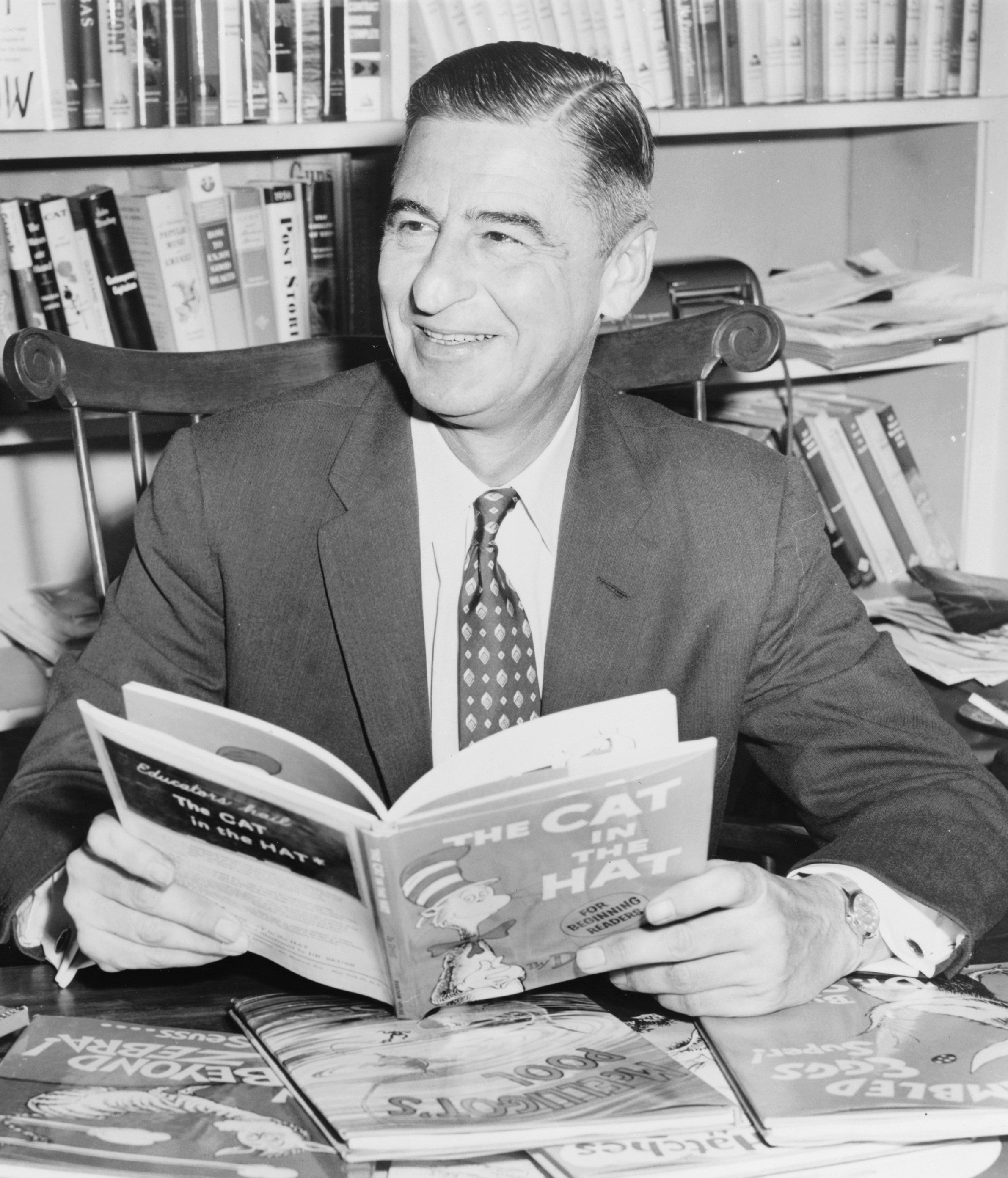
دکتر سوس، نویسنده و تصویرگر
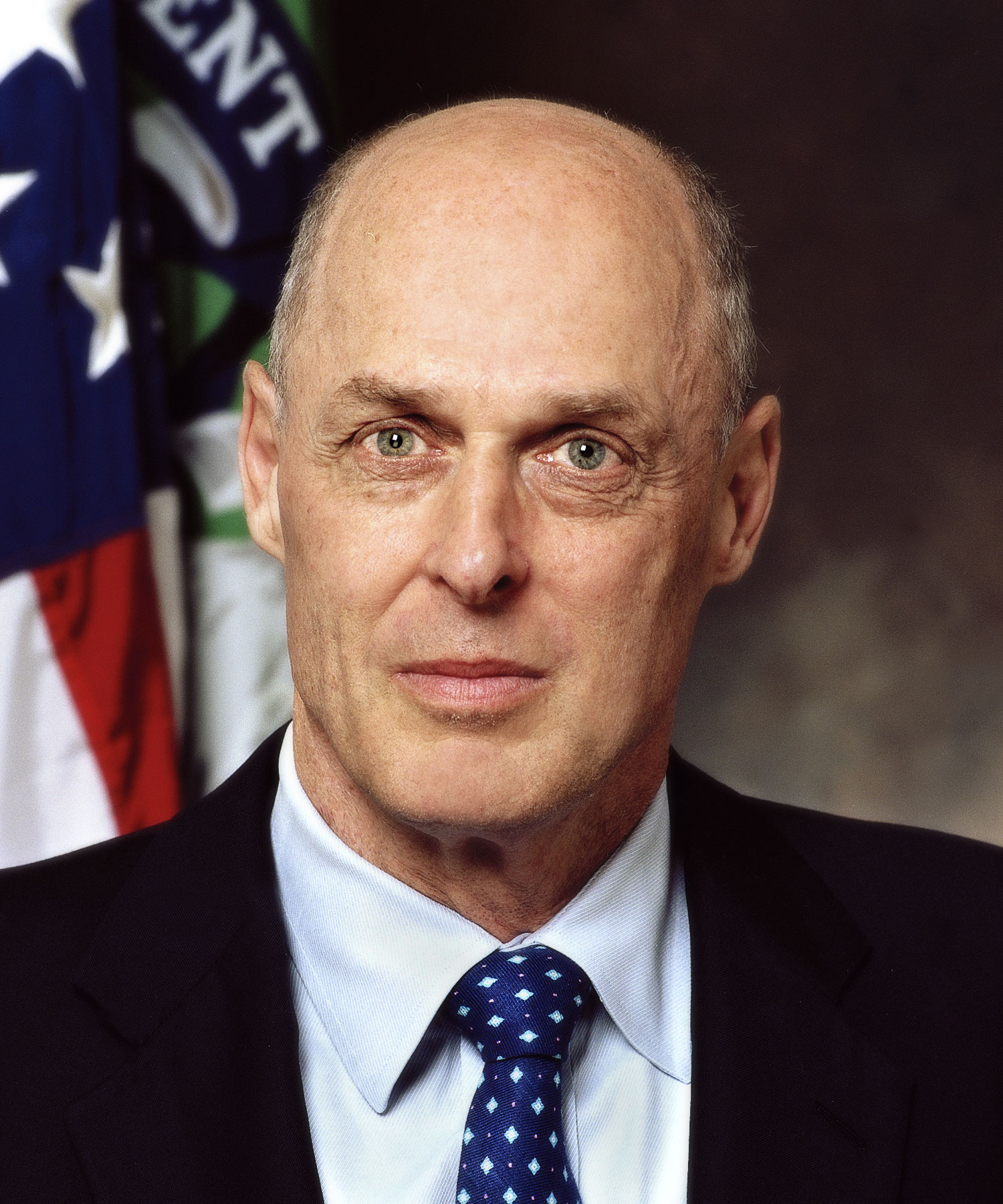
هنری پالسون، مدیرعامل سابق گلدمن ساکس و وزیر خزانه‌داری ایالات متحده
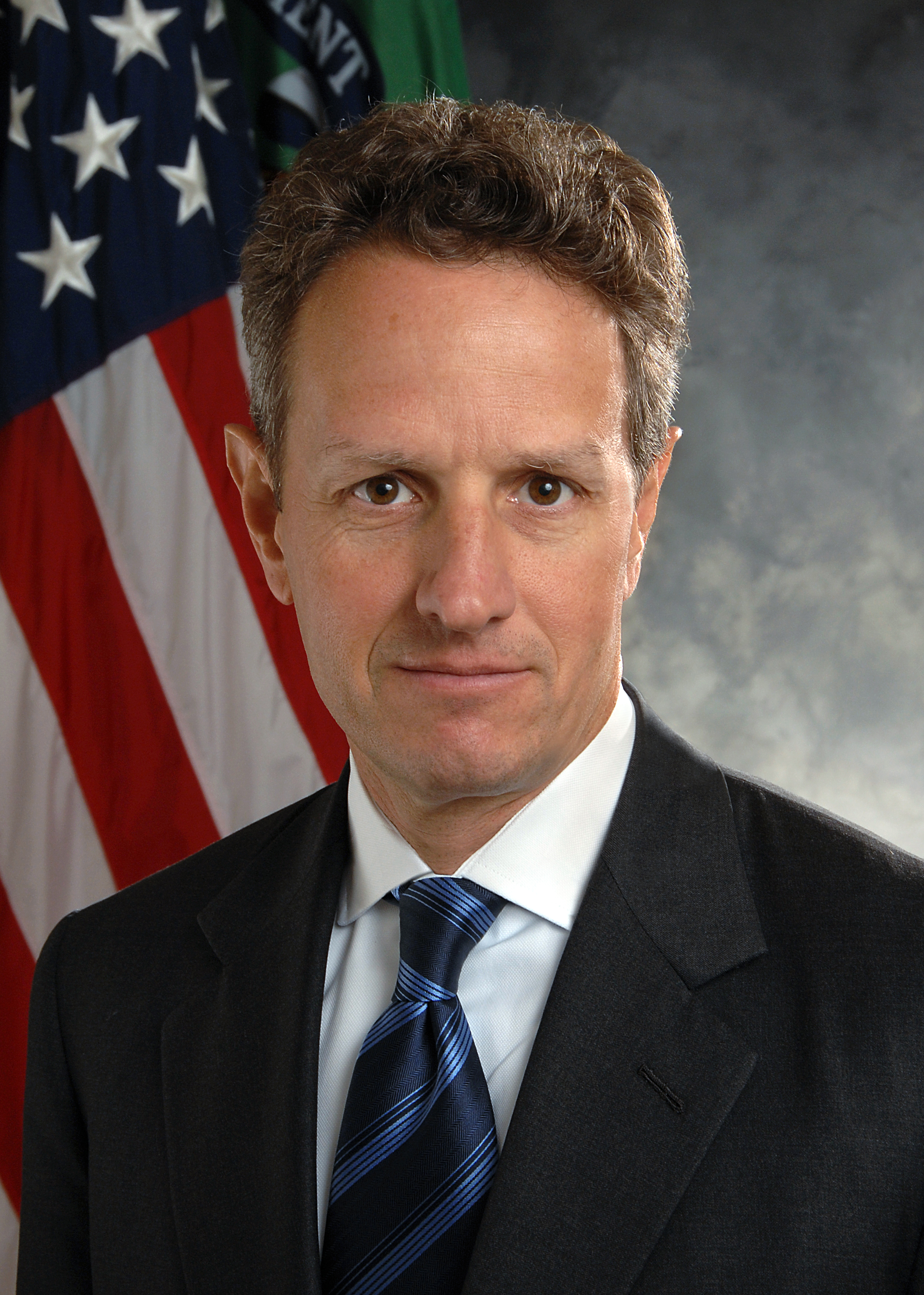
تیموتی گایتنر، وزیر سابق خزانه‌داری ایالات متحده
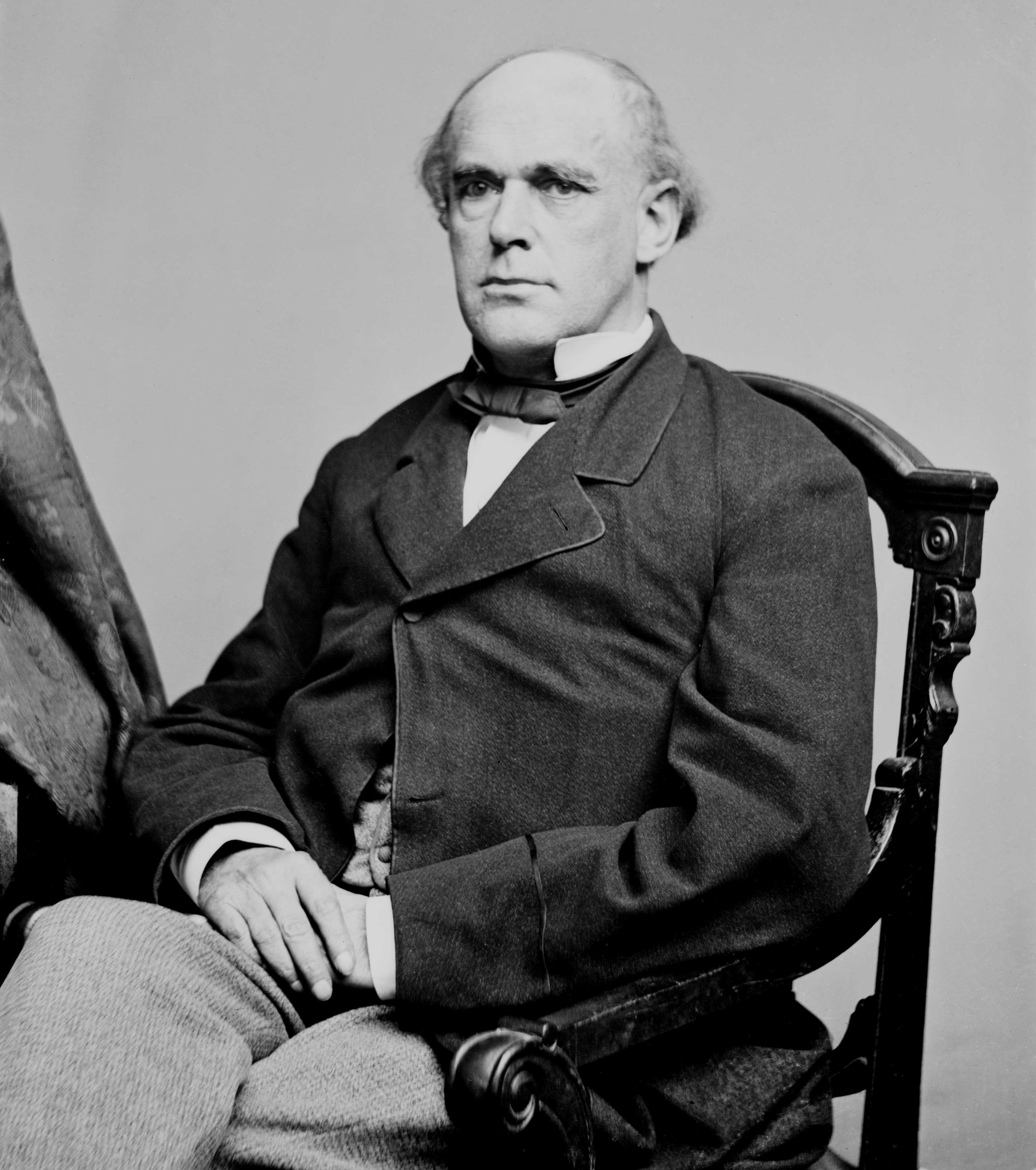
سالمون پی. چیس، رئیس دیوان عالی سابق ایالات متحده
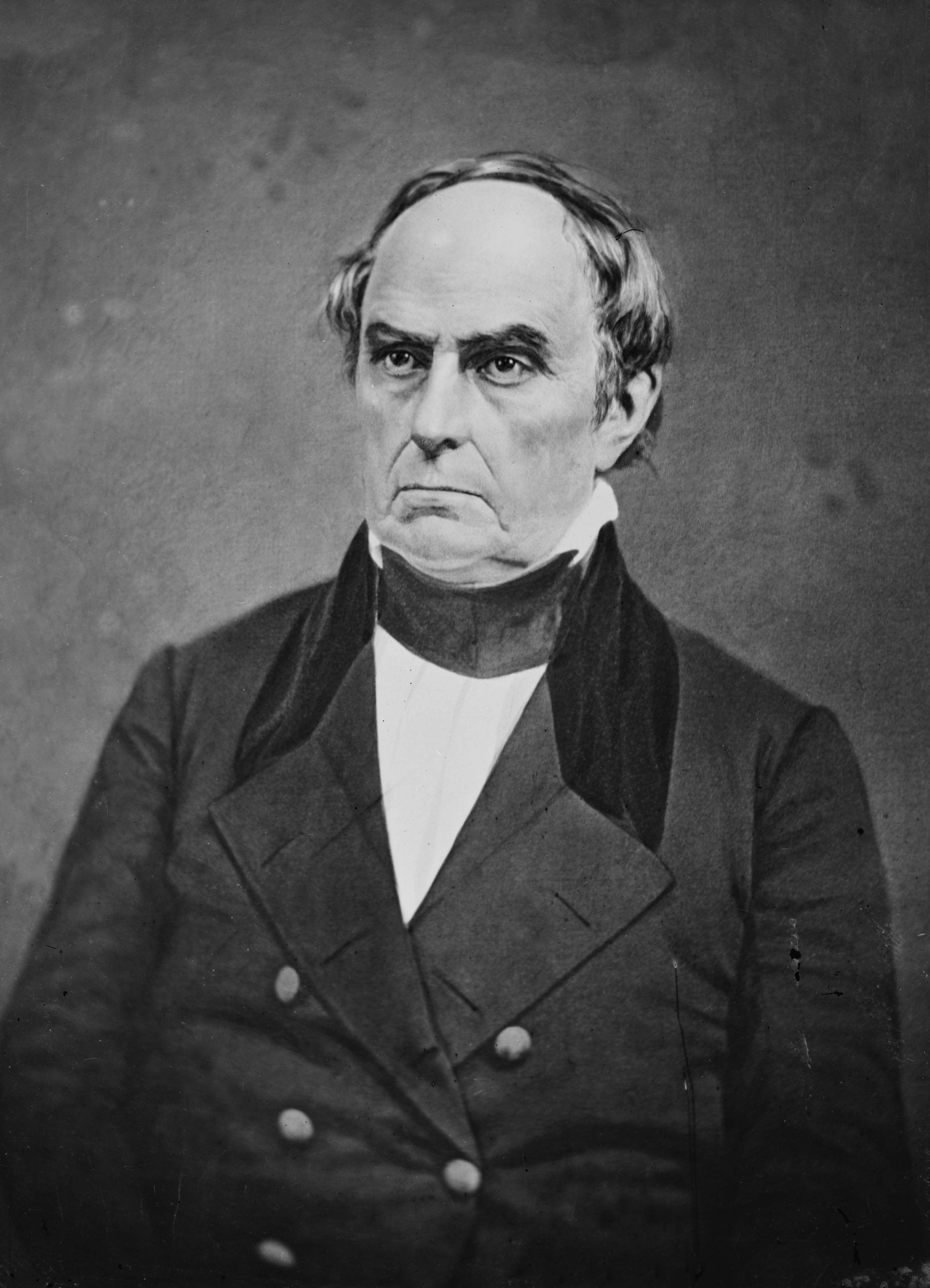
دنیل وبستر، وزیر امور خارجه سابق ایالات متحده
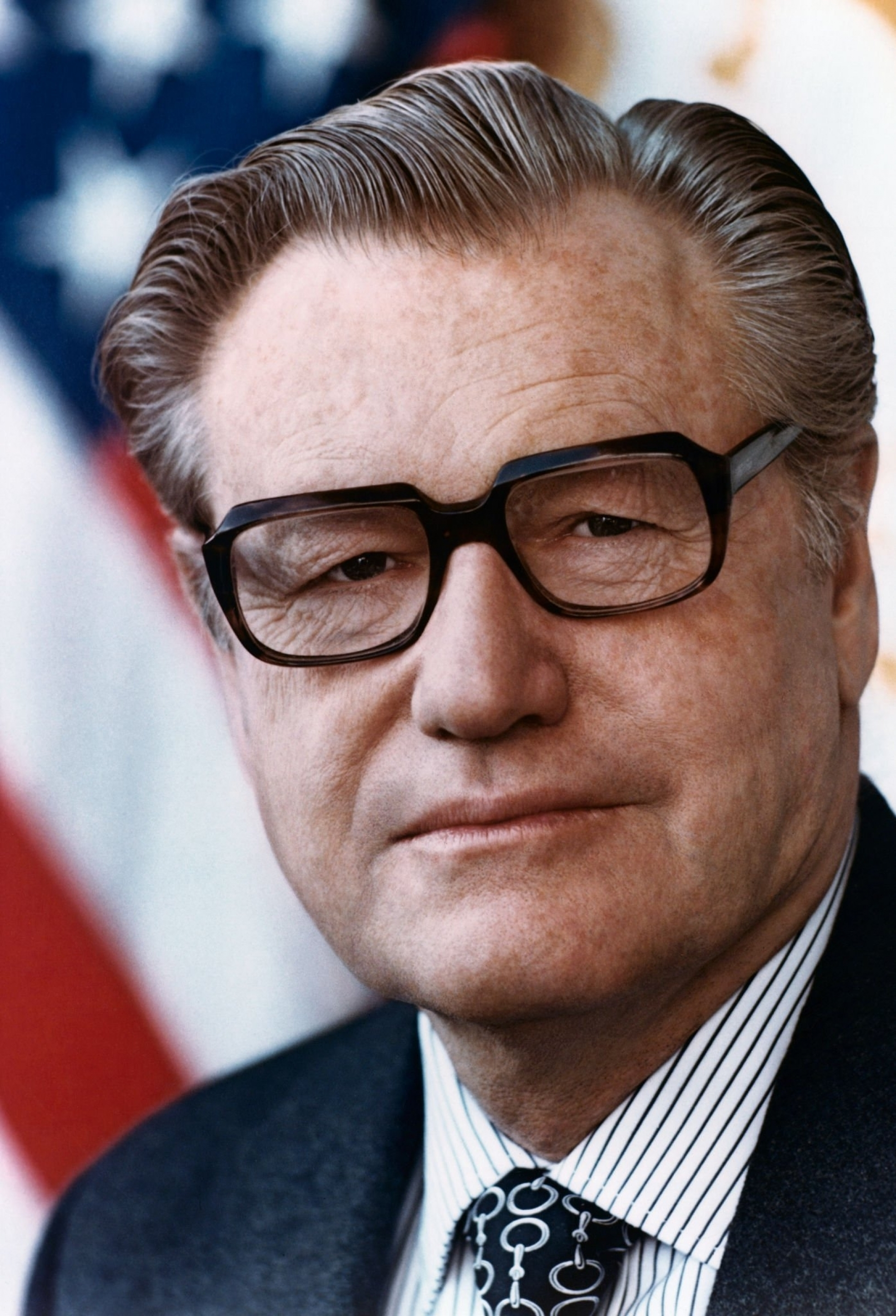
نلسون راکفلر، معاون سابق رئیس‌جمهور ایالات متحده
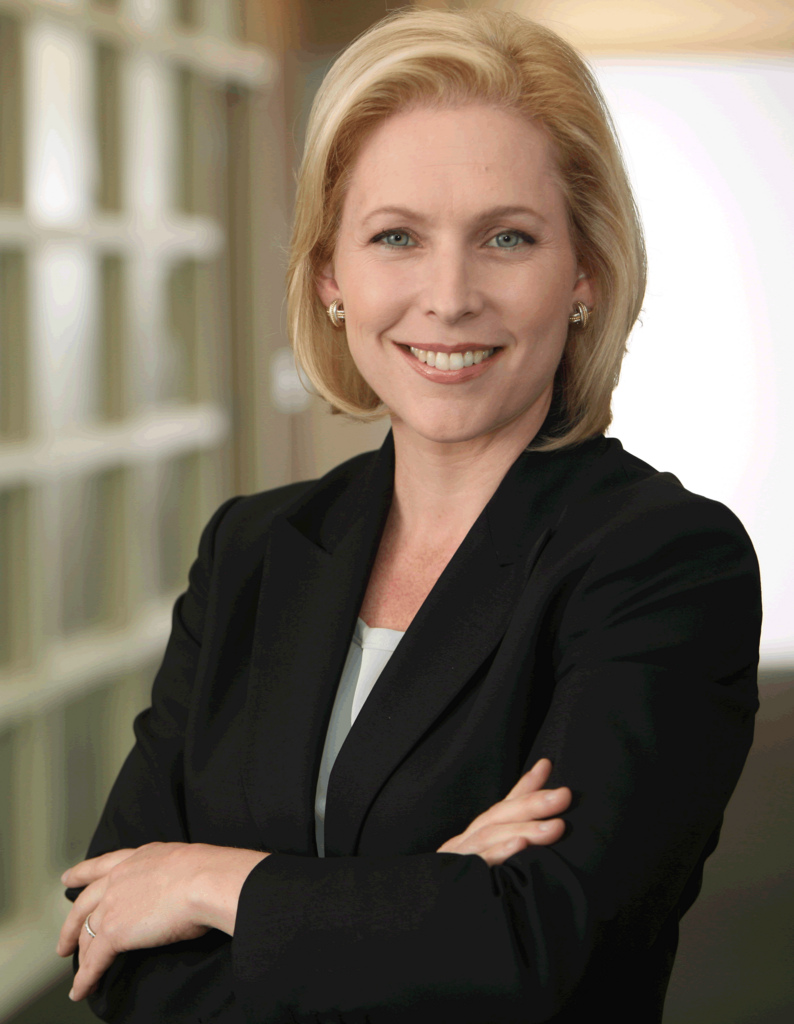
کریستن جیلیبرند، سناتور ایالات متحده
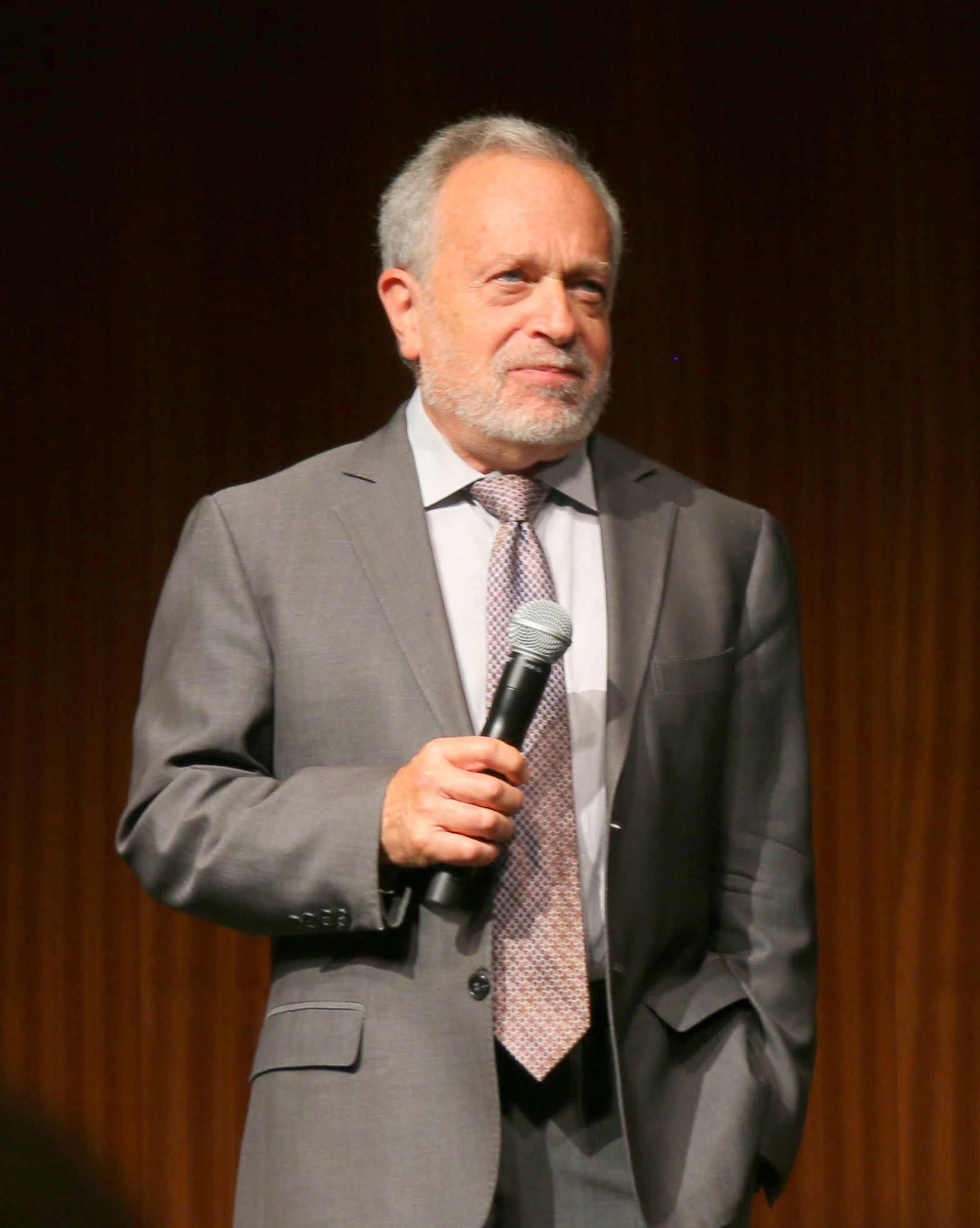
رابرت رایش، وزیر کار سابق ایالات متحده، تحلیلگر سیاسی، استاد و نویسنده
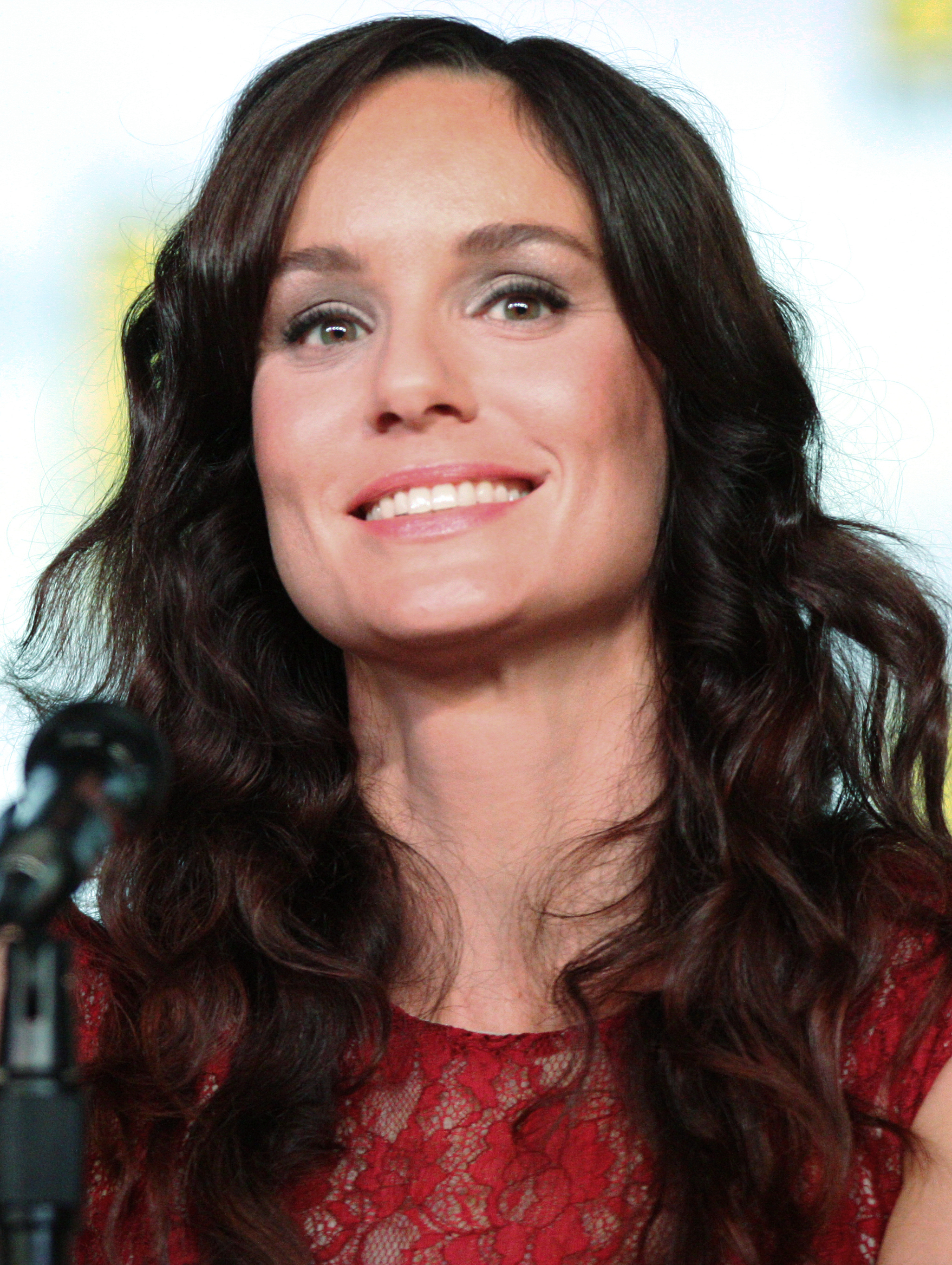
سارا وین کالیز، بازیگر
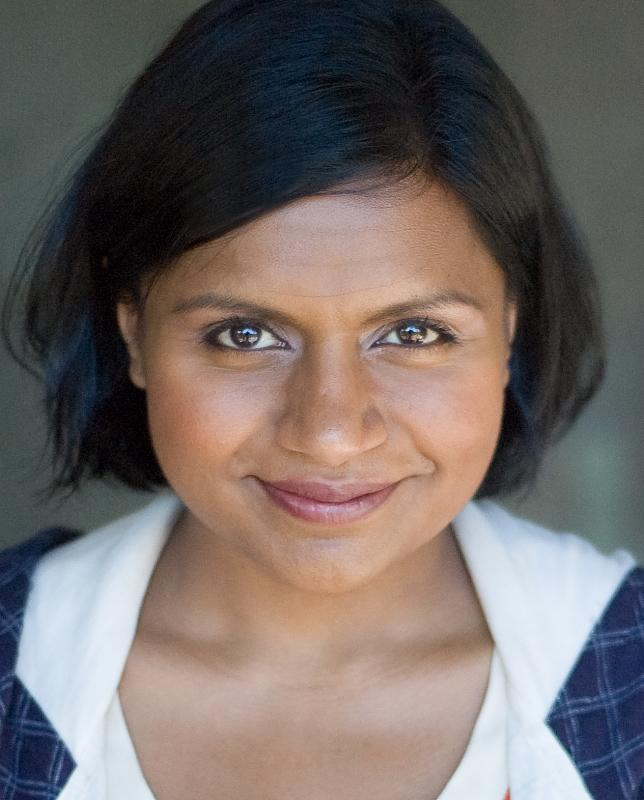
میندی کالینگ، بازیگر و کمدین
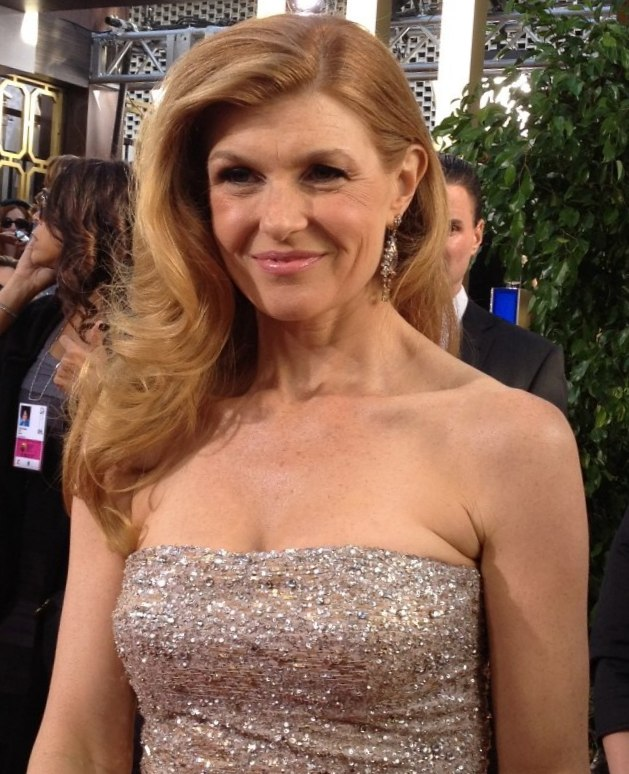
کانی بریتون، بازیگر، خواننده و تهیه‌کننده
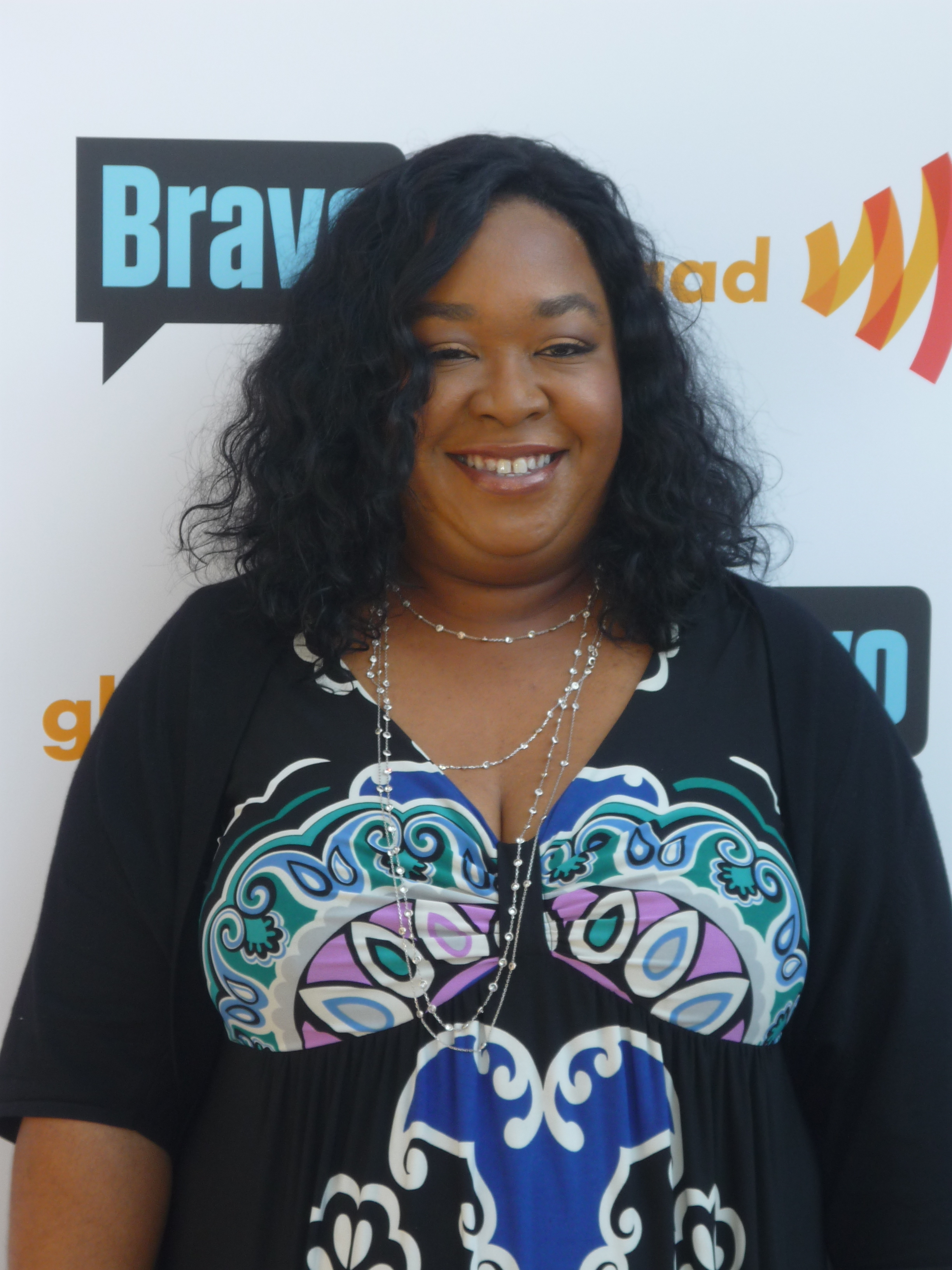
شاندا رایمز، تهیه‌کننده و نویسنده تلویزیونی
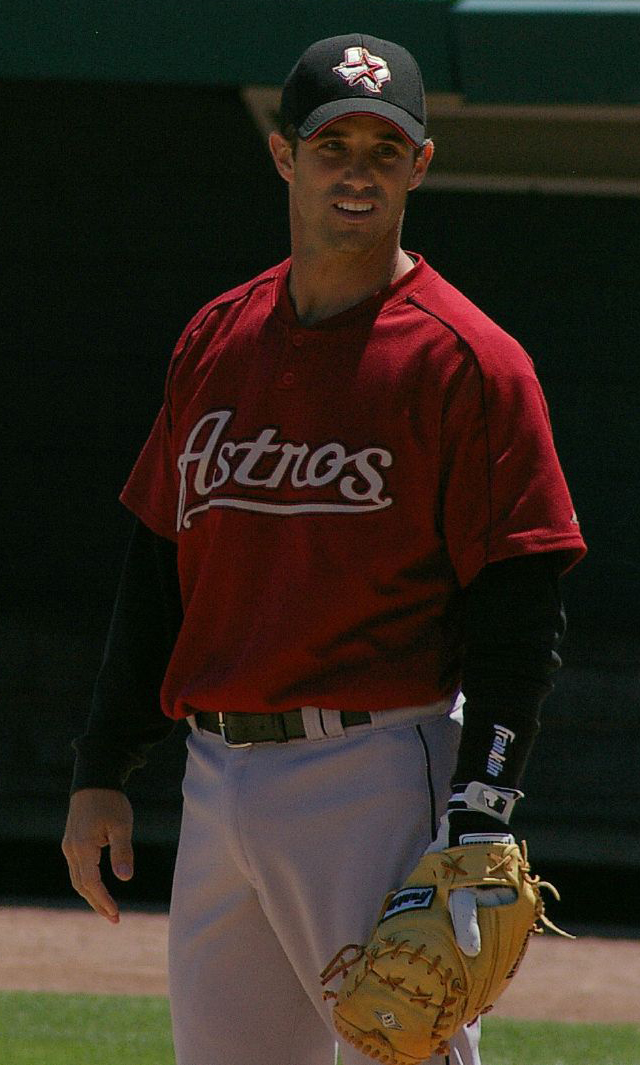
برد آسموس، بازیکن بیسبال
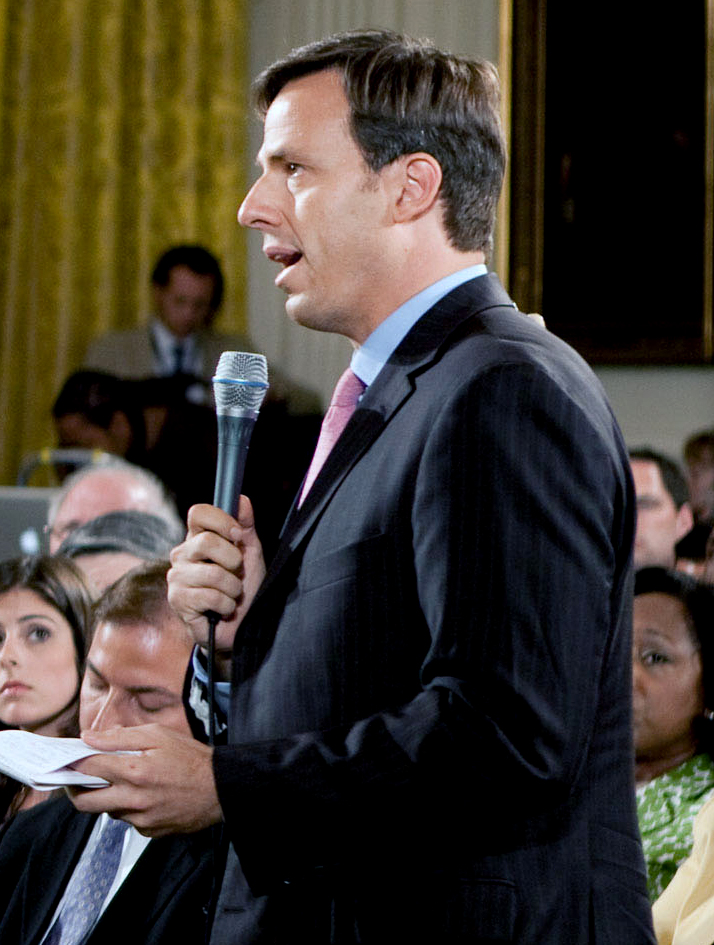
جیک تپر، روزنامه‌نگار، نویسنده و تحلیلگر
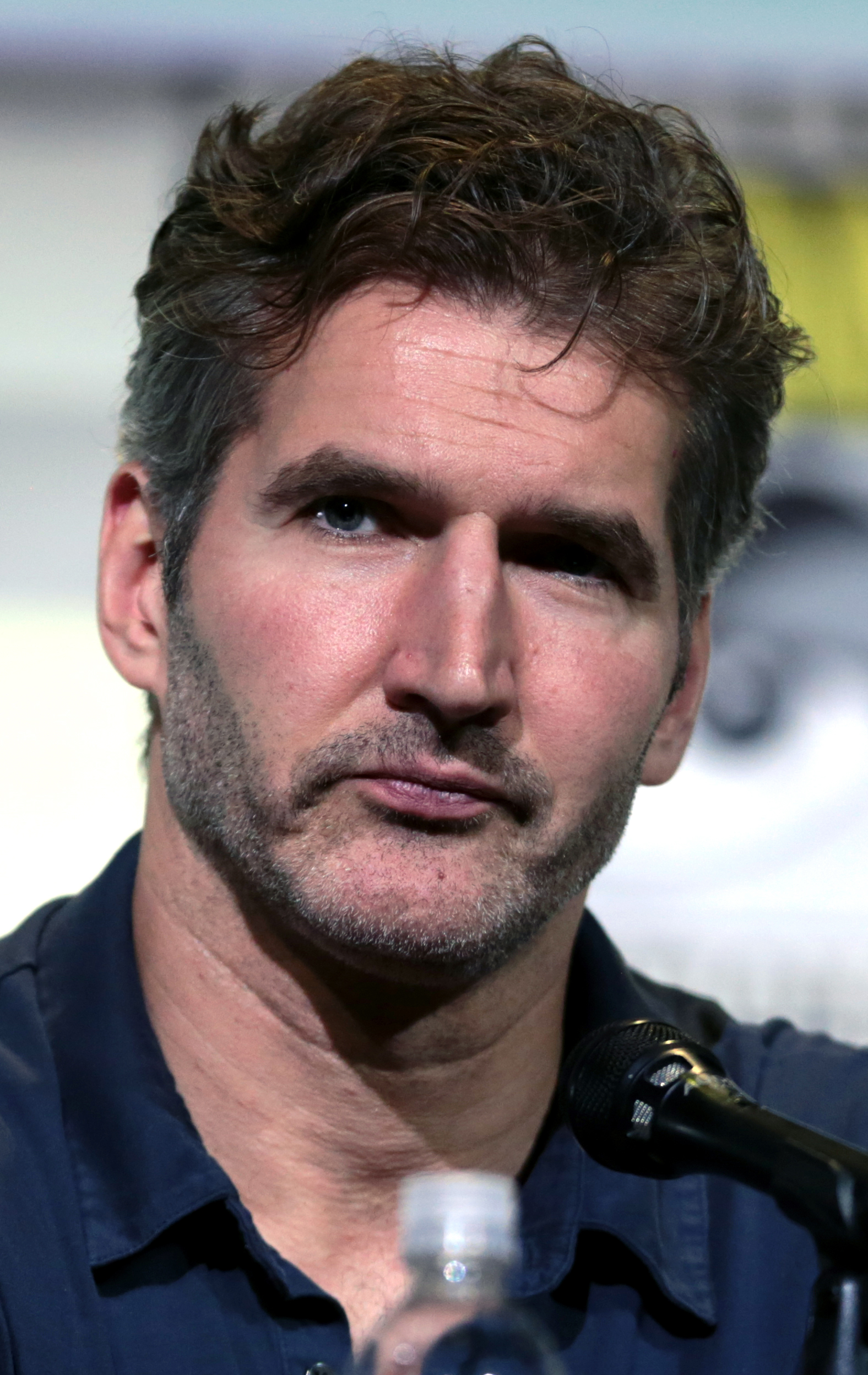
دیوید بنیوف، فیلمنامه‌نویس، تهیه‌کننده تلویزیونی، نویسنده و کارگردان
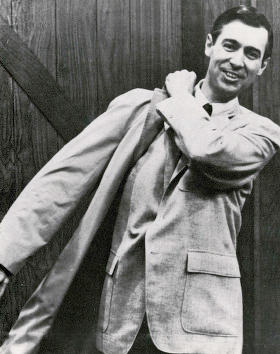
فرد راجرز، شخصیت تلویزیونی (فارغ‌التحصیل نشد)
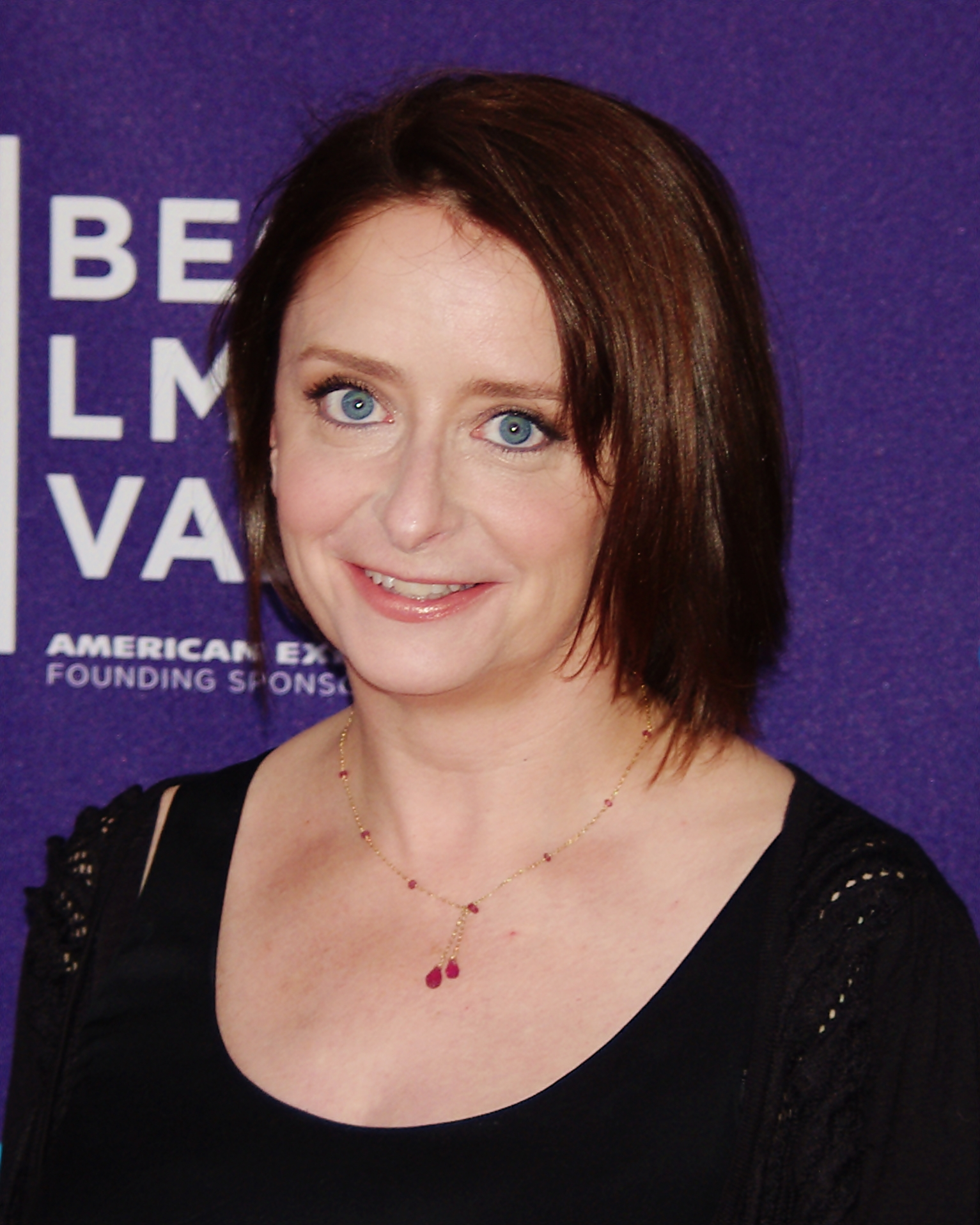
ریچل درچ، کمدین